# FC Brașov
Fotbal Club Brașov, cunoscut sub numele de FC Brașov, sau pe scurt Brașov, a fost un club de fotbal profesionist din Brașov, România, fondat în 1936 și desființat în 2017.
Fondată în 1936 sub numele de Uzinele Astra Brașov, echipa și-a petrecut mai mult de jumătate din istoria sa în prima ligă națională, jucând 46 de sezoane în primul eșalon. Cu toate acestea, clubul nu a câștigat niciodată titlul național, cel mai bun rezultat fiind un loc doi la sfârșitul campaniei 1959–1960. De asemenea, în Cupa României, clubul nu a jucat niciodată într-o finală, cea mai bună performanță fiind atingerea semifinalelor în șapte ocazii. Pe plan european, Brașov are 4 prezențe în Cupa Balcanică, două în Cupa Orașelor Târguri și două în Cupa UEFA.
În primăvara lui 2015, clubul a început să aibă probleme financiare și a intrat în insolvență. După încheierea sezonului 2016-2017, FC Brașov a anunțat că echipa nu se va înscrie în noul sezon al Ligii a II-a și a intrat în faliment, încetându-și activitatea fotbalistică după mai bine de 80 de ani de existență. Culorile brașovenilor erau galben și negru, iar meciurile de acasă le disputau pe Stadionul Silviu Ploeșteanu.

## Istorie

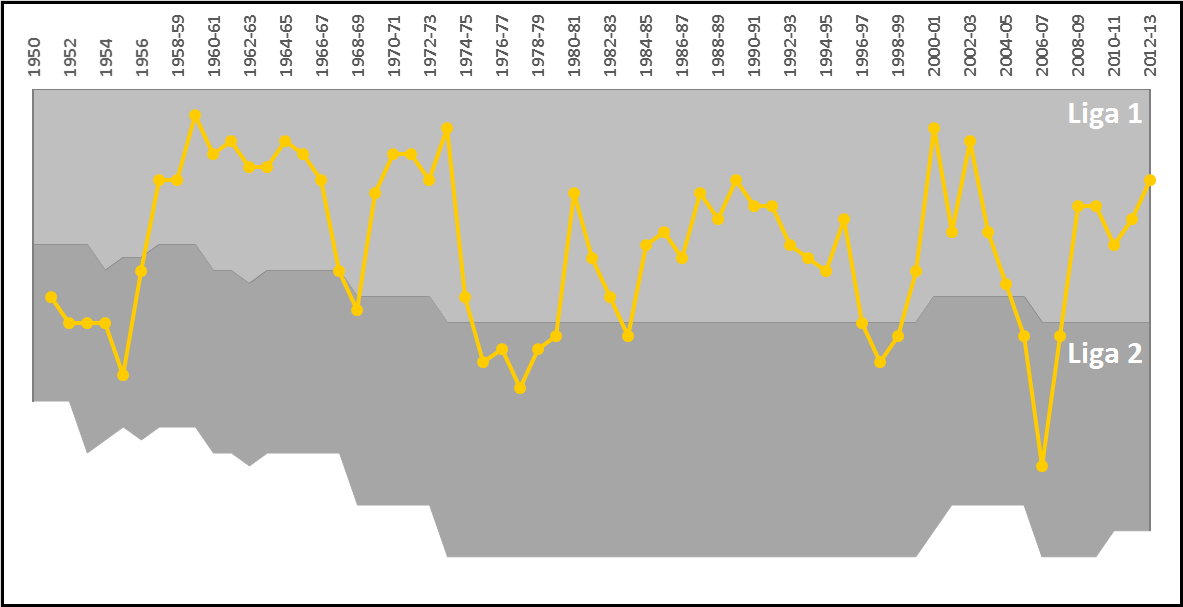
Istoricul pozițiilor din campionat între 1950 și 2013.

Fotbalul din Brașov a început între 1912 și 1914. În 1928, Colțea Brașov, fără legătură, a câștigat titlul național și s-a bucurat de o lungă rivalitate de un deceniu cu Brașovia, cealaltă majoră a orașului, care a ajuns în semifinalele Ligii Naționale Române în 1925.
Uzinele Astra Brașov a debutat în sistemul ligii românești în sezonul 1939-1940, când a concurat în Campionatul Raional Brașov, terminând pe locul 3 în Grupa 2. Clubul a obținut promovarea la Divizia B în sezonul viitor câștigând finala Campionatului raional, dar competiția a fost amânată din cauza celui de-al doilea război mondial. În timpul campionatelor de război (statut neoficial), UAB s-a luptat pentru promovare la Divizia A la sfârșitul anilor 1942–1943, pierzând playoff-urile în fața lui Uzinele Metalurgice Cugir. Sezonul 1943-1944 a fost oprit la jumătatea drumului din cauza misiunilor de bombardament aliate asupra României. Orașul Brașov a fost, alături de București și Ploiești, una dintre principalele ținte, iar Uzinele Astra Brașov au fost bombardate în două ocazii, 16 aprilie și 6 iunie 1944, suferind daune majore.
Clubul a terminat pe locul 4 în Grupa 1 a Campionatului raional din sezonul 1945-1946, prima competiție oficială de după război, și pe locul 3 în Divizia C 1946-1947, în care începutul XI a fost format din: Moraru - Orghidan, Szurd - Nichita, Zelenak, Grosaru - Nagy, Antonescu, Herold, Caceavski, Vlad.
Cel mai mare rival al lui Uzinele Astra Brașov în perioada 1940-1950 a fost CFR Brașov. În sezonul 1941-1942, UAB a pierdut primul loc în campionatul districtual în fața AS prin diferență de goluri, a fost învins cu 4-0 în finala din 1947 pentru promovarea la Divizia B, dar a câștigat finala campionatului districtual din 1950 cu 3-0 pe ansamblu (3-0 acasă, 0-0 deplasare).

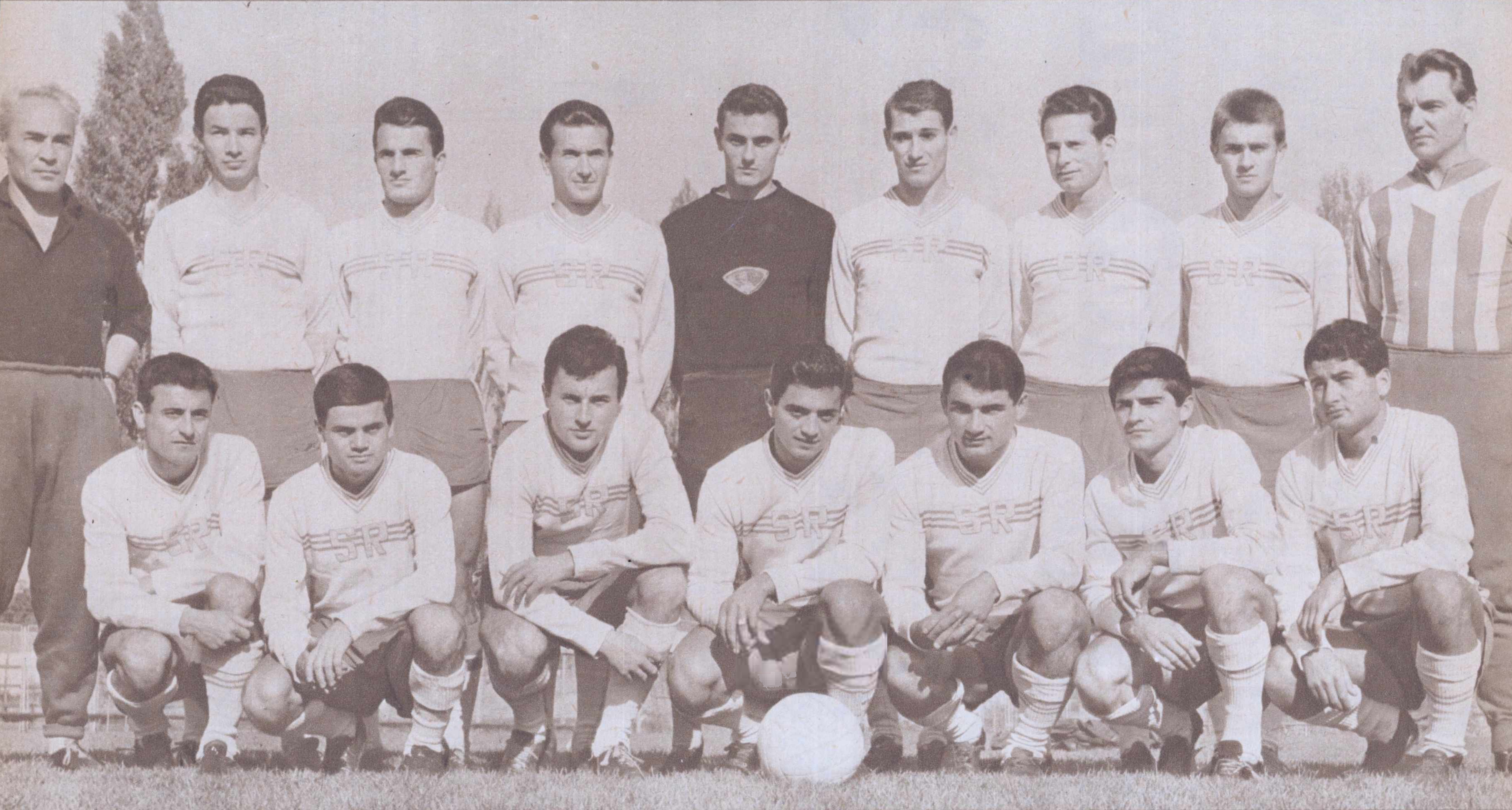
Echipa din 1965

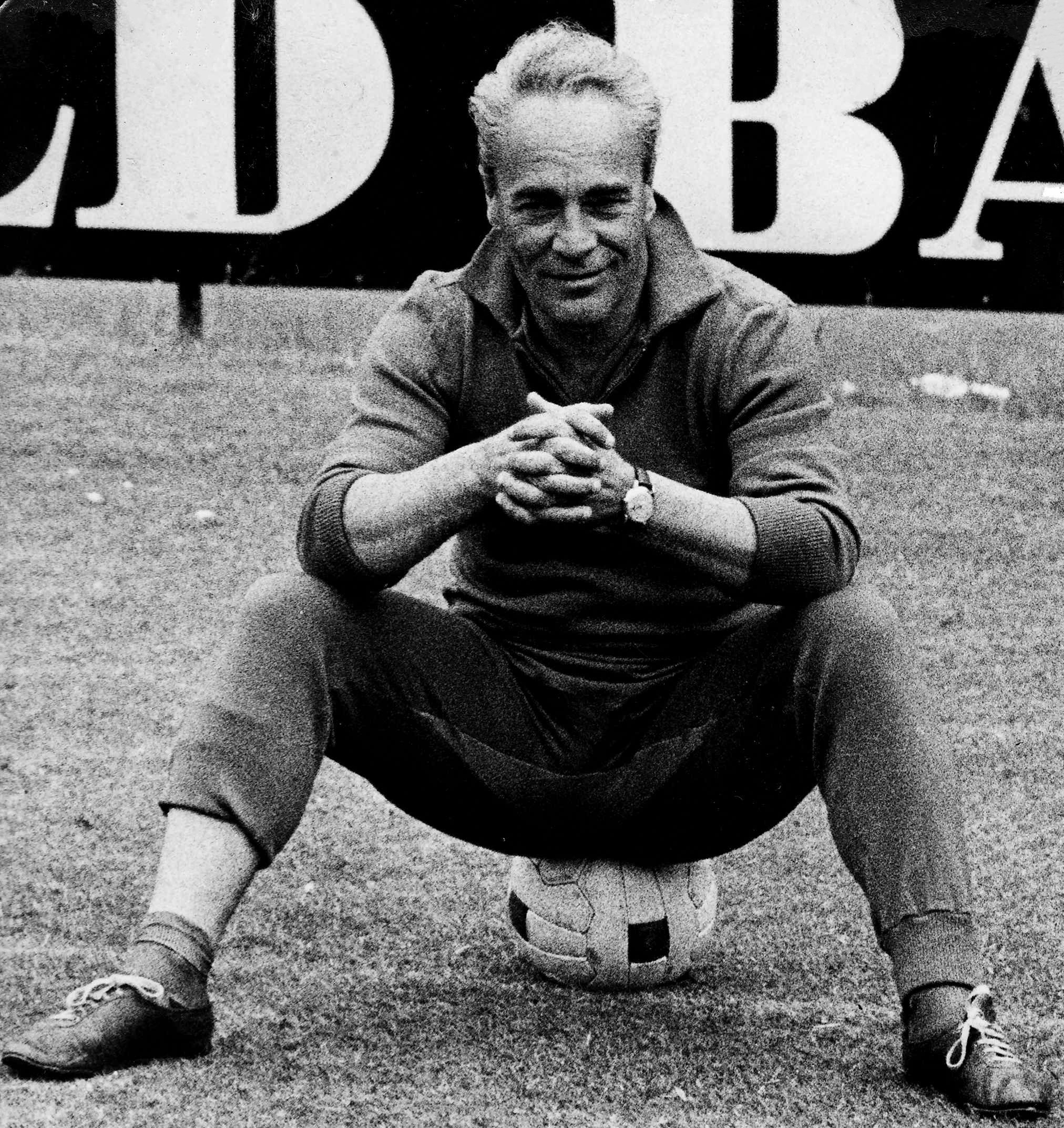
Silviu Ploeșteanu, unul dintre simbolurile clubului.

După câștigarea finalei împotriva ACFR în 1950, clubul aflat sub comanda fostului atacant pre-război și internaționalul român Silviu Ploeșteanu a continuat printr-o lungă serie de playoff-uri pentru a promova în Divizia B. Steagul Roșu a învins Armata Câmpulung Moldovenesc în runda 1 (3 1 / 3-0), Spartac Curtea de Argeș (9-0 / 2-0), Spartac Banca RPR București(4-1 / 1-1 / 0-3 / 4-2 / 2-0) și Industria Sârmei Brăilă în finală (0-0 / 2-0).
În 1960 echipa a participat; Nicolae Proca, Gheorghe Fusulan, Gheorghe Ciripoi, Tică Constantinescu, Gheorghe Percea, Octavian Zaharia și Gheorghe Raicu; completat ulterior de Stephen Hidișan (care a continuat ca antrenor, un descoperitor al talentului), Nicolae Campo,Ioan Szigeti, Alexandru Meszaros, Vasile Seredai, Dorin Gane, Valer Târnăveanu și Dorin Necula.
Stere Adamache, membru al trio-ului mexican. Următoarea generație este cea a trio-ului Nicolae Pescaru - Stere Adamache - Mihai Ivăncescu, generația care a furnizat trei jucători echipa națională de fotbal a României la Campionatul Mondial de Fotbal 1970.

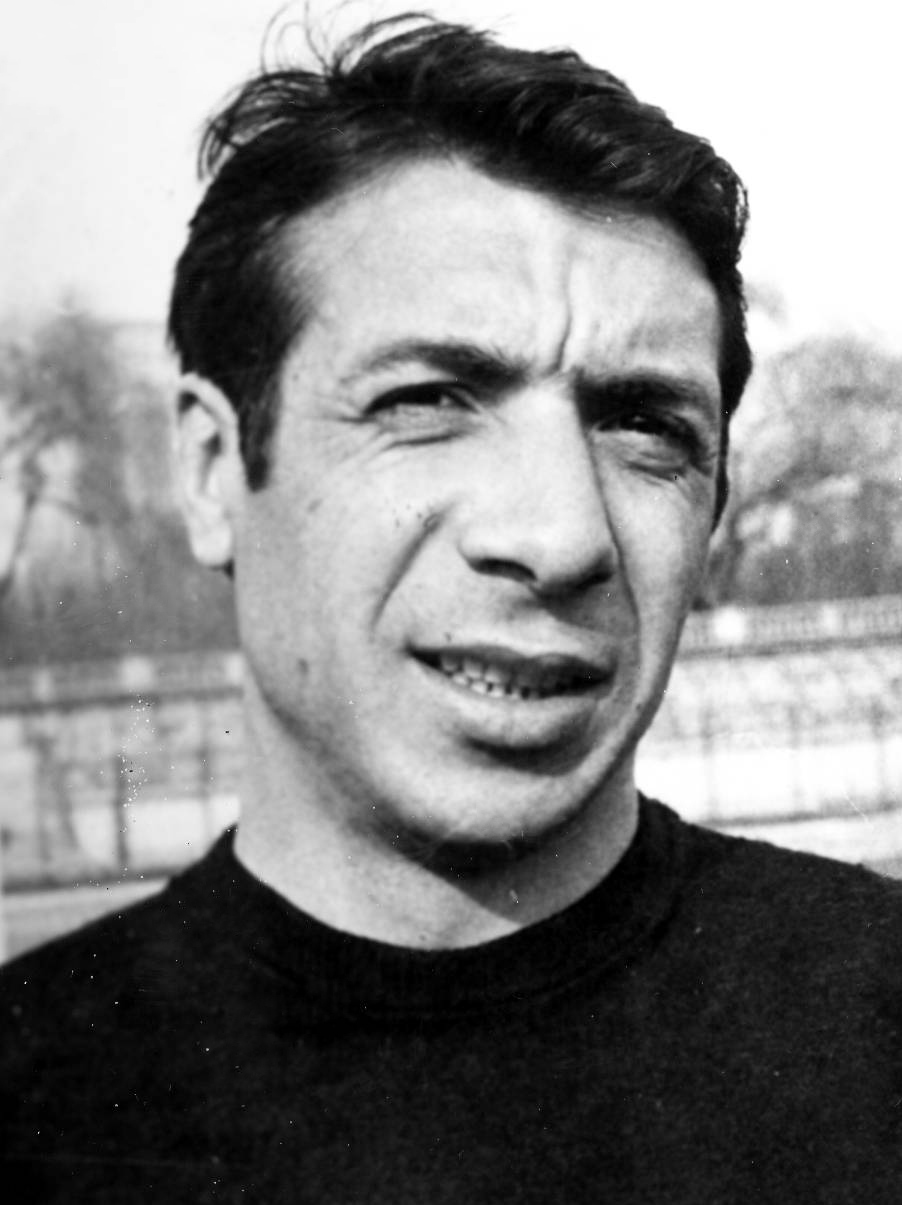
Stere Adamache, unul dintre simbolurile clubului.

Moartea lui Iuliu Năftănăilă la 28 august 1967 a șocat clubul. Nu numai că Brașov și-a pierdut unul dintre cele mai mari talente, dar a fost obligat să joace Universitatea Cluj la doar 48 de ore după înmormântare. Următoarea retrogradare a avut ca rezultat înlocuirea lui Silviu Ploeșteanu ca antrenor al echipei, înlocuit de Valentin Stănescu.
Această generație se leagă de numele lui Csaba Györffy, Iuliu Jenei, Călin Gane, Marcel Goran, Petre Cadar, Cazar Ardeleanu, Adrian Hârlab și Virgil Grecea - o generație formată din unii dintre membrii echipei pe termen lung
Generația anilor 1980 a readus echipa pe prima scenă, după cinci ani de penitență în divizia a doua. Jucătorii includ; Vasile Papuc, Vasile Gherghe, Marian Paraschivescu, Valer Șulea, Costel Spirea, Vasile Bențea, Gherasim Chioreanu, Adrian Furnică, Constantin Manciu, Nicolae Bucur, Nicolae Adami, Mihai Panache și Petre Marinescu, Marius Lăcătuș, Ion Batacliu, Nistor Văidean, Ion Mandoca și Dumitru Stângaciu.
Echipa a retrogradat în Divizia B pentru un sezon.
După evenimentele din decembrie 1989, generația următoare l-a trimis pe Marian Ivan la Campionatul Mondial de Fotbal 1994. Jucătorii vremii includ Tibor Selymes, Ionel Pârvu, Laszlo Polgar, Emil Spirea, Sandu Andrași, Iulian Chiriță , Dorel Purdea și Marius Todericiu
Echipele de juniori ale FC Brașov au început să producă talente tinere Alexandru Marc ,Marius Constantin , Romeo Surdu , Ioan Coman, Silviu Pintea, Ionuț Vasiliu și Dragoș Luca - generația formată din Stadionul Municipal  sau ICIM , generația care a adus titlurile de campioni sau vicecampioni înapoi la Brașov.  În prima rundă a Cupa UEFA 2001-2002 , Steagul Roșu s-a întâlnit cu echipa italiană mult mai titrată Internazionale Milano, dar a pierdut cu 0-6 în total.

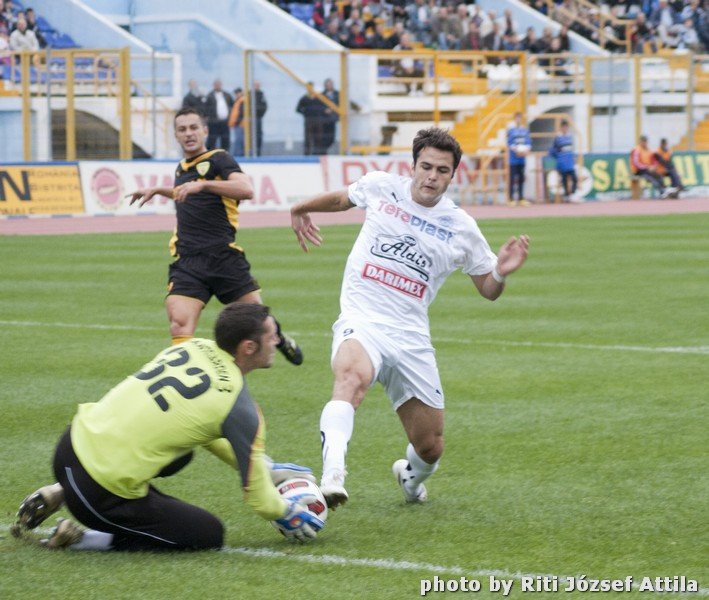
Gloria Bistrița - FC Brașov în 2010

În sezonul Divizia A 2004-2005, FC Brașov a terminat pe locul 15 și a retrogradat în Liga a II-a. În sezonul următor în Liga a II-a au terminat pe locul 3, (după Ceahlăul Piatra Neamț și rivalul local Forex Brașov ( un club relativ nou la acea vreme) și, prin urmare, au ratat promovarea în Liga I.
În sezonul următor FC Brașov a terminat pe locul 10, mai aproape de retrogradare decât de promovare. Dar sezonul 2007–08 a revenit în Liga I pentru echipă după ce au terminat pe locul 1, cu 78 de puncte.
După promovare, FC Brașov a terminat doar în partea de mijloc și de jos a mesei în primele 4 sezoane. Apoi, în sezonul 2012-13 au terminat pe locul 7, cea mai bună performanță din 10 ani. După acest rezultat bun, sezonul următor au terminat pe locul 15 și s-au confruntat din nou retrogradat în Liga a II-a. Însă clubul a fost salvat de FC Vaslui, care nu a primit licența pentru sezonul următor, fiind retrogradat.
Sezonul 2014–15 a fost unul de restructurare pentru Liga I, care avea 14 echipe în loc de 18, la sfârșitul sezonului retrogradând ultimele 6 locuri în loc de 4, FC Brașov fiind printre ele.
În primăvara anului 2015, FC Brașov a avut probleme financiare și a intrat în insolvență. În vara anului 2015, toți jucătorii echipei s-au schimbat, iar ținta era promovarea în Liga I. Dar până la sfârșitul sezonului se aflau pe locul 5, în afara locurilor de promovare.
În vara anului 2016, echipa nu avea bugetul necesar pentru a participa la Liga II, iar problemele financiare au continuat să se înmulțească. Situația a fost salvată cu câteva săptămâni înainte de începerea noului sezon când Alexandru Chipciu, fost jucător al echipei, a fost vândut de Steaua București către Anderlecht și FC Brașov a primit o miză în transfer. Cornel Țălnar a fost numit noul manager și obiectivul era tot promovarea, considerată singura soluție de recuperare financiară a clubului. Echipa a început bine, dar a terminat sezonul pe locul 7.
După finalul campionatului, FC Brașov a anunțat că echipa nu se va alătura noului sezon din Liga II și a fost declarată în faliment.
În vara anului 2017 suporterii vechii echipe a anunțat înființarea SR Brașov , club înființat după modelul urmat de FC Vaslui, Petrolul Ploiești, Oțelul Galați sau Farul Constanța, cluburi mari din fotbalul românesc care au fost și ele dizolvate și readuse la viață de către susținătorii lor.
În vara anului 2021, Corona Brașov a fuzionat cu ACS Scotch Club (purtătorul mărcii FC Brașov) și a înființat FC Brașov Steagul Renaște. Suporterii au refuzat să susțină noul proiect.

## Palmares

### Competiții Naționale
Liga I:
- Vicecampioană (1): 1959-60
- Locul 3 (2): 1973-74, 2000-01

 Liga a II-a :
- Campioană (6): 1956-57, 1968-69, 1979-80, 1983-84, 1998-99, 2007-08
- Vicecampioană (2): 1976-77, 1978-79
- Locul 3 (3): 1975-76, 1997-98, 2005-06

 Liga a III-a
- Vicecampioni : 2020–21

 Cupa României :
- Semifinalistă (7): 1957-1958, 1961-1962, 1969-1970, 1978-1979, 1986-1987, 2009-2010, 2010-2011

### Competiții Regionale
Liga a IV-a – Județul Brașov
- Campioni : 2017–18

### Competiții Internaționale
Cupa Orașelor Târguri (Actuala UEFA Europa League):
- Optimi de finală (1): 1965-1966

 Cupa Balcanică:
- Campioană (1): 1960-61.

## Stadioane

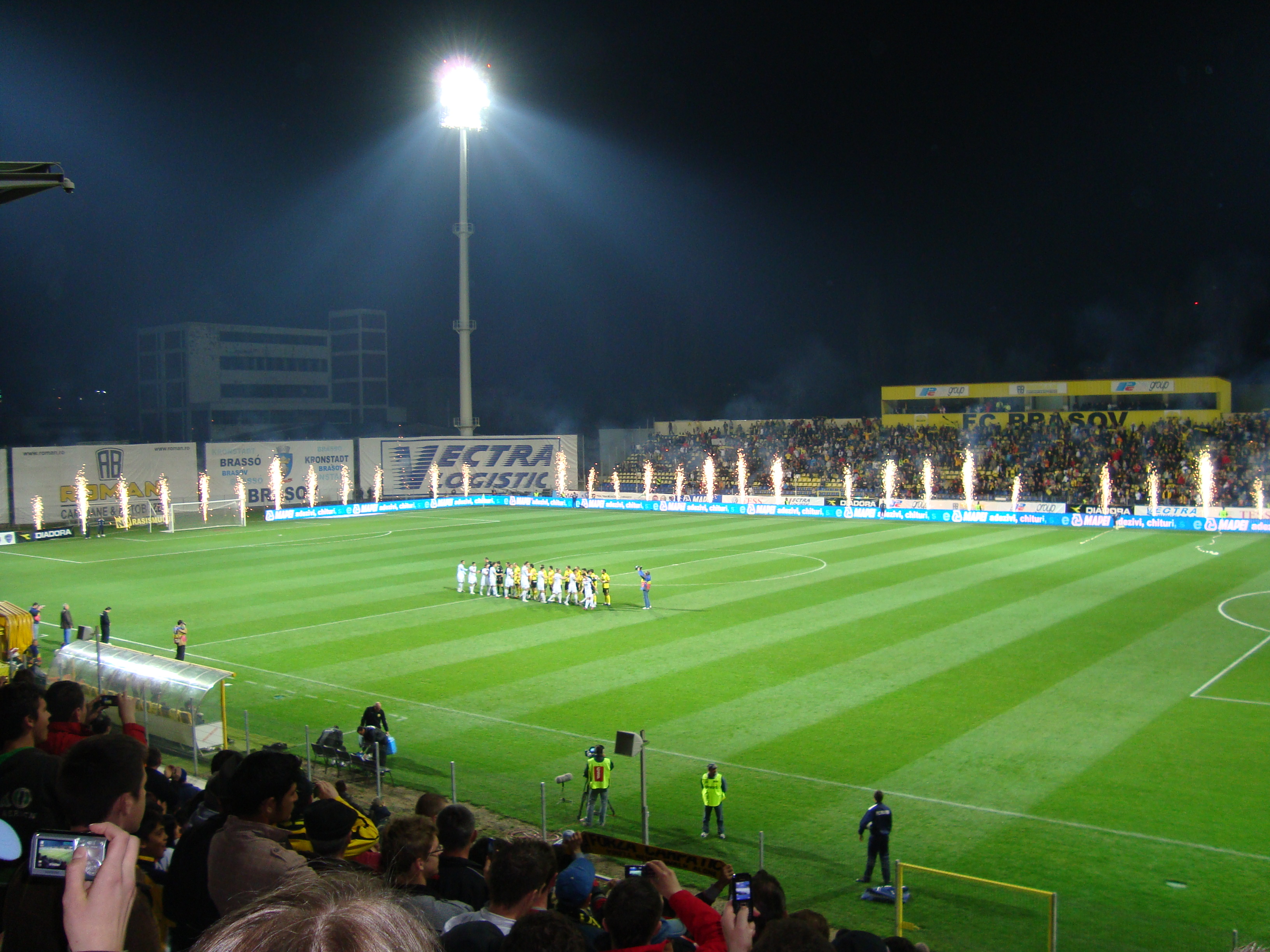
Stadionul Tineretului la inaugurarea nocturnei

### Stadionul Municipal
Stadionul Municipal a fost o arenă sportivă din orașul Brașov. Aceasta era amplasată în cartierul Bartolomeu din Brașov Stadionul a fost construit în anii '70 și a fost demolat în 2008 pentru că se dorea construirea unei arene moderne pe locul său. Totuși, din lipsă de fonduri proiectul a încetat imediat după ce stadionul a fost demolat. Subiectul noului stadion a redevenit de actualitate la începutul anului 2014, când autoritățile de la nivel național au aprobat finanțarea unui proiect în acest sens și s-a demarat un concurs de idei pentru noul stadion. Pe locul actualului stadion Municipal se va construi un nou stadion, Brașov Arena de 23.000 de locuri. Stadionul ar urma să fie cel mai mare din Brașov. Acesta va avea 3 stele (standardele UEFA), toate locurile sale vor fi acoperite, și va fi deținut de către clubul FC Brașov și primăria orașului. Lucrările au început și s-au oprit la dărâmarea arenei vechi.

### Stadionul Tineretului
Stadionul Tineretului este arena oficială a echipei. Aceasta a fost construită în 1936 și s-a numit Stadionul "Regele Carol al II-lea". Extinderea tribunelor și construirea peluzelor s-a produs la începutul anilor '70, în urma acestor modificări arena fiind desemnată să organizeze doar meciuri de fotbal, renunțându-se la pista de atletism.
În urma lucrărilor din 2008, stadionul are instalație de nocturnă, în plan fiind și reconstruirea peluzelor și acoperirea tuturor locurilor, însă renovarea s-a oprit. În anul 2009 a fost inaugurată instalația de nocturnă, într-un meci de campionat împotriva celor de la Gaz Metan Mediaș.

## Simboluri oficiale

### Stema
Stema clubului are forma unui scut care prezintă numele clubului și simbolul orașului, un trunchi de copac cu 13 rădăcini argintii — cele 13 comune ale Țării Bârsei — care ies dintr-o coroană aurie cu trei lobi — simbolul puterii. Scutul este timbrat de o coroană murală de argint, formată din șapte turnuri — însemnul specific pentru municipii reședință de județ. Semnificația în ansamblu a stemei este „Înțelepciunea și Puterea conduc de-a pururi Cetatea”. Stema a fost aprobată de către Comisia Națională de Heraldică, din cadrul Academiei Române. Stema actuală a fost aleasă în 2008 după mai multe steme. După desființarea clubului, echipa suporterilor au încercat să țină în viață fenomenul și au creat o stemă nouă. În 2021, a luat ființă clubul FC Brașov Steagu Renaște care are dreptul de a utiliza stema clubului desființat.

### Imn
În orașul de sub Tâmpa,
Este o echipă mare
Steagu' Roșu se numea
Și noi ne mândrim cu ea [bis]
Haide haide Steagule
Du-ne la victorie
Haide haide Steagule
Du-ne la victorie
Cu Pescaru* în echipă,
De nimeni nu ne e frică
Și cu Gyorffy* pe extremă
Rezolvăm orice problemă [bis]
Haide haide Steagule
Du-ne la victorie
Haide haide Steagule
Du-ne la victorie
În orice împrejurare,
Brașovenii sunt cu voi,
Și acas’ și-n deplasare,
Galben-negrii suntem noi [bis]
Haide haide Steagule
Du-ne la victorie
Haide haide Steagule
Du-ne la victorie
Suntem fiii munților,
Haiducii Carpaților,
Din Țara Bârsei venim
Și pentru Brașov trăim [bis]
Haide haide Steagule
Du-ne la victorie
Haide haide Steagule
Du-ne la victorie.
Toată lumea tre' să afle,
Fie zi sau fie noapte,
Noi cu toți cântăm în cor
Sunt stegar pân-am să mor
Țin cu Steagu' până mor.
Haide haide Steagule
Du-ne la victorie
Haide haide Steagule
Du-ne la victorie.

Unul dintre fularele purtate de fani în anii 2000

- Numele jucătorilor în cântec s-au tot schimbat de-a lungul timpului. Aceasta este varianta originală.

Versurile imnului stegarilor au fost compuse în 1974 de studenții brașoveni Viorel Morari și Ioan Bara. Cei doi au ales melodia "Andrii Popa" a celor de la Phoenix drept instrumental pentru noul cântec. În 2012, la inițiativa fanilor brașoveni, Mircea Baniciu a acceptat să înregistreze și să interpreteze melodia ce a devenit imnul oficial al clubului.

## Suporteri

### Istorie

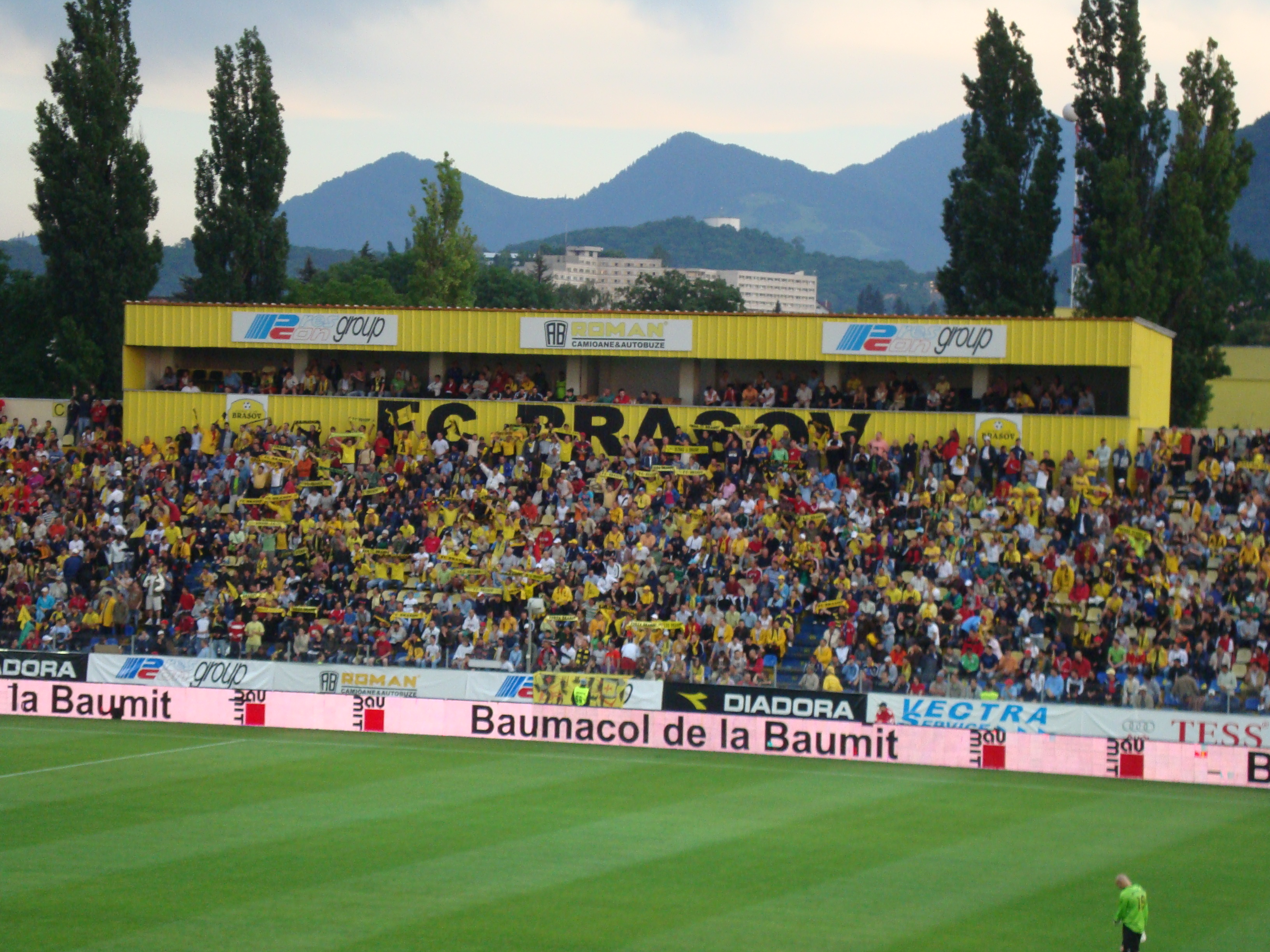
Fanii brașovului

Fotbal Club Brașov a avut mulți suporteri în Romania dar baza de suporteri principala se regaseste in județul Brașov. În 1936, înființarea oficială a clubului care va deveni ulterior Fotbal Club Brașov a oferit orașului nu doar o echipă, ci un simbol. De-a lungul decenilor, stegarii, porecla provenind de la steagul negru și galben inscripționat pe siglă, au format un nucleu compact de susținători, prezenți constant indiferent de rezultatele de pe teren.
Anii '70 au reprezentat o perioadă de referință pentru suporterii Brașovului, o etapă care a consolidat tradițiile și cultura suporterilor stegari. Galeria era structurată pe cartiere, fiecare având propriul său grup de susținători. În mijlocul Tribunei 2, cea mai populată zonă, stăteau suporterii din cartierul Astra, considerat cel mai mare și mai numeros. În dreapta se așezau cei din cartierele Bartolomeu, Tractorul și Valea Cetății, iar în stânga, suporterii din zona celorlalte cartier din oras Organizarea era riguroasă, fiecare grup avea un lider, un steag galben-negru personalizat și binecunoscut în rândul facțiunii. Liderii coordonau atmosfera de pe stadion, așezându-se pe rândurile inferioare și dând tonul scandărilor și cântecelor. Prezența în rândurile din față era rezervată celor mai activi membri, în special celor care însoțeau echipa la meciurile din deplasare.
In anii '90, sub influența fenomenului ultras importat din Italia și Europa de Vest, și în Brașov au început să apară primele forme de suport organizat radical. Galeria FC Brașov a cunoscut o dezvoltare semnificativă, cu formarea de grupuri organizate care au adus un plus de energie și creativitate în susținerea echipei, creandu-se astfel Peluza Brasoveană, zonă unde ultrași brașoveni si au făcut simțită prezența până la demolarea peluzei din Stadionul Tineretului. În toamna anului 1998, a fost înființat primul grup ultras al suporterilor brașoveni, denumit Flank Ultra '98. Această inițiativă a marcat începutul unei noi ere în susținerea echipei, caracterizată prin coregrafii elaborate, bannere impresionante și o prezență vocală puternică pe stadion. Nu mai era vorba doar de susținerea pasivă a echipei, ci de construirea unui spectacol colectiv, un mesaj de apartenență și mândrie.
Dupa valul inceperi fenomenului ultras la Brasov, a inceput o furtuna care a dus la o scadere fundamentala in cadrul Peluzei Brasoveană. In 2007, ia fiinta gruparea, Delinquent '07, care a reusit reorganizarea ultras in Brasov punand bazele in Peluza Nord, care a fost demolata, ulterior acestia mutandu-se in Peluza Brasoveană În anii urmatori, alte grupări au întărit sectorul ultras ca Provincial Brașov '09, Astra Korps '09, Grupo Alcoli '10, Gherila '11Grupările de ultrași ale Brașovului au fost organizate în Liga Suporterilor Stegari '10.
În 2017, FC Brașov a fost declarat falimentar, lăsând un gol profund în inimile suporterilor. Ca răspuns, aceștia au fondat AS SR Brașov, un club susținut și administrat de fani. În momentul actual grupurile care sustin echipa SR Brasov, in cadrul Tribunei 2, sunt Youth '17, Caesa Ultra '18, The Usual Suspect '25.  Acestia au avut relații de prietenie cu suporterii Universitatii Cluj, Gaz Metan Mediaș și Ceahlăul Piatra Neamț.

### Rivalități
FC Brașov a avut rivalitati locale împotriva echipelor Tractorul Brasov, ICIM Brasov si Metrom Brașov. 
Dar cea mai profunda rivala a fost Tractorul Brașov,rivaltitatea fiind cunoscut ca Derby-ul Brasovean.  S-au întâlnit pentru prima dată în Derby-ul Brasovean abia după încheierea celui de-al Doilea Război Mondial, în chiar prima ediției postbelică, 1945-1946. Retrogradarea din 1975 i-a transformat pe stegarii în oaspeți oficiali ai Stadionului Tractorul, pentru prima oară în 21 de ani. În cele cinci sezoane de Divizia B care au urmat, numai două derby-uri s-au jucat pe stadionul cu tribuna din cărămidă roșie, gazdele mutându-le pe celelalte trei pe stadionul Municipal, datorita numarului imens de spectatori care aducea acest derby local. Meciul din aprilie 1976 a fost prima victorie stegară din istorie reușită pe strada 13 Decembrie contra Tractorului. Peste alte două decenii, pe 13 martie 1999 mai exact, Tractorul și FC Brașov s-au întâlnit pentru ultima dată într-un meci oficial. Șapte mii de spectatori au asistat la momentul de-acum istoric.
Printre cele mai marcante rivalități se numără cea cu galeria echipei Steaua București. De-a lungul anilor, confruntările dintre cele două părți au fost caracterizate de o intensitate deosebită, atât pe stadion, cât și în afara lui.

## Parcurs competițional
| Sezon   | Ligă        | Loc | M  | V  | E  | Î  | GM | GP | Pct. | Cupă          | Golgheter                        | Note        |
| ------- | ----------- | --- | -- | -- | -- | -- | -- | -- | ---- | ------------- | -------------------------------- | ----------- |
| 2000-01 | Divizia A   | 3   | 30 | 15 | 5  | 10 | 33 | 25 | 50   | Șaisprezecimi | Emerich Vascko (10)              |             |
| 2001-02 | Divizia A   | 11  | 30 | 10 | 9  | 11 | 33 | 34 | 39   | Sferturi      | Mugurel Buga, Marius Onofraș (7) |             |
| 2002-03 | Divizia A   | 4   | 30 | 13 | 6  | 11 | 37 | 33 | 45   | Optimi        | Mugurel Buga (8)                 |             |
| 2003-04 | Divizia A   | 11  | 30 | 10 | 6  | 14 | 40 | 42 | 36   | Șaisprezecimi | Mugurel Buga (12)                |             |
| 2004-05 | Divizia A   | 15  | 30 | 5  | 6  | 19 | 28 | 45 | 21   | Șaisprezecimi | Romeo Surdu (9)                  | Retrogadată |
| 2005-06 | Divizia B   | 3   | 30 | 17 | 8  | 5  | 58 | 22 | 58   | Șaisprezecimi | Ciprian Prodan (14)              |             |
| 2006-07 | Liga a II-a | 10  | 34 | 12 | 11 | 11 | 48 | 38 | 47   | Runda a IV-a  |                                  |             |
| 2007-08 | Liga a II-a | 1   | 34 | 24 | 6  | 4  | 81 | 23 | 78   | Sferturi      | Attila Hadnagy (24)              | Promovată   |
| 2008-09 | Liga I      | 9   | 34 | 14 | 13 | 7  | 35 | 25 | 55   | Optimi        | Romeo Surdu (8)                  |             |
| 2009-10 | Liga I      | 9   | 34 | 12 | 10 | 12 | 40 | 30 | 46   | Semifinale    | Robert Ilyeș, Sabrin Sburlea (5) |             |
| 2010-11 | Liga I      | 12  | 34 | 10 | 13 | 11 | 34 | 40 | 43   | Semifinale    | Robert Ilyeș (10)                |             |
| 2011-12 | Liga I      | 10  | 34 | 13 | 6  | 15 | 39 | 34 | 45   | Optimi        | Pedro Moutinho (7)               |             |
| 2012-13 | Liga I      | 7   | 34 | 14 | 9  | 11 | 50 | 51 | 51   | Optimi        | Mugurel Buga (12)                |             |
| 2013-14 | Liga I      | 15  | 34 | 9  | 11 | 14 | 32 | 40 | 38   | Optimi        | Andrei Cristea (8)               |             |
| 2014-15 | Liga I      | 14  | 34 | 9  | 9  | 16 | 33 | 46 | 36   | Șaisprezecimi | Marian Constantinescu (11)       | Retrogadată |
| 2015-16 | Liga a II-a | 5   | 36 | 13 | 10 | 13 | 62 | 50 | 23   | Șaisprezecimi | Marius Matei (21)                |             |
| 2016-17 | Liga a II-a | 6   | 34 | 15 | 11 | 8  | 49 | 35 | 56   | Runda a IV-a  | Ștefan Grigorie (8)              | Desființare |

## Antenori și președinți

### Antrenori
În istoria sa indelungată, clubul de sub Tâmpa a avut 65 de tehnicieni care au preluat rolul de antrenor principal. Primul antrenor al clubului a fost Silviu Ploeșteanu care a ocupat banca timp de 20 de ani in care a reușit performanțe istorice, fiind foarte aproape de titlul național în sezonul 1959-60. Nicolae Proca este al doilea antrenor care a reușit să claseze Steagul pe locul 3 având 5 mandate la activ până la decesul din anul 2007. Pe banca s-au enumerat și foști jucători internaționali care au reușit performațe de neuitat, de exemplu Marius Lăcătuș, Ilie Dumitrescu si Ioan Andone. În 1948. a preluat comanda Steagului Roșu din Brașov.

### Președinți
În 1945, sub presiunea pusă de noul regim, clubul s-a reorganizat sub președinția inginerului Ion Pateanu și a șefului secției de fotbal, Theodor Banesiu, iar când s-a reluat campionatul in ediția 1946/1947, clubl și-a schimbat numele in UAB Brașov, ocupând locul al treilea in campionatul diviziei C la finalul sezonului. Unul dintre cei mai longevivi presedinți ai clubului a fost Romeo Pascu care este recunoscut pentru meciurile bizare de la inceputul aniilor 90' pana in 00'. Dupa acesta, postul a fost ocupat de mai multe persoane, una dintre ele fiind și Dinu Gheorghe, dar cel care a ocupat poziția un timp mai indelungat a fost patronul Ioan Neculaie, cel care era cunoscut sub porecla Berlusconi de Brașov datorita succesului său în afaceri. În 1995, Iosif Kovacs a venit la FC Brașov unde a ocupat mai multe funcții de conducere până în 2004. Din decembrie 2010, el a revenit la FC Brașov unde a ocupat postul de președinte executiv.